# Himberg (Gemeinde Dunkelsteinerwald)
Himberg ist eine Ortschaft und eine Katastralgemeinde der Marktgemeinde Dunkelsteinerwald, Niederösterreich.

## Geografie
Das Dorf liegt einen Kilometer östlich von Gansbach an der Landesstraße L7116. Am 1. Jänner 2024 gab es in Himberg 93 Einwohner.

## Geschichte
Im Franziszeischen Kataster von 1821 ist Himberg mit einigen Gehöften verzeichnet. Laut Adressbuch von Österreich war im Jahr 1938 in Himberg ein Dachdecker ansässig.